# ZDHHC7
ZDHHC7 (англ. Zinc finger DHHC-type containing 7) – білок, який кодується однойменним геном, розташованим у людей на 16-й хромосомі. Довжина поліпептидного ланцюга білка становить 308 амінокислот, а молекулярна маса — 35 140.
| 10         |  | 20         |  | 30         |  | 40         |  | 50         |
| ---------- |  | ---------- |  | ---------- |  | ---------- |  | ---------- |
| MQPSGHRLRD |  | VEHHPLLAEN |  | DNYDSSSSSS |  | SEADVADRVW |  | FIRDGCGMIC |
| AVMTWLLVAY |  | ADFVVTFVML |  | LPSKDFWYSV |  | VNGVIFNCLA |  | VLALSSHLRT |
| MLTDPGAVPK |  | GNATKEYMES |  | LQLKPGEVIY |  | KCPKCCCIKP |  | ERAHHCSICK |
| RCIRKMDHHC |  | PWVNNCVGEK |  | NQRFFVLFTM |  | YIALSSVHAL |  | ILCGFQFISC |
| VRGQWTECSD |  | FSPPITVILL |  | IFLCLEGLLF |  | FTFTAVMFGT |  | QIHSICNDET |
| EIERLKSEKP |  | TWERRLRWEG |  | MKSVFGGPPS |  | LLWMNPFVGF |  | RFRRLPTRPR |
| KGGPEFSV   |  |            |  |            |  |            |  |            |

A: Аланін

C: Цистеїн

D: Аспарагінова кислота

E: Глутамінова кислота

F: Фенілаланін

G: Гліцин

H: Гістидин

I: Ізолейцин

K: Лізин

L: Лейцин

M: Метіонін

N: Аспарагін

P: Пролін

Q: Глутамін

R: Аргінін

S: Серин

T: Треонін

V: Валін

W: Триптофан

Кодований геном білок за функціями належить до трансфераз, ацилтрансфераз, ліпопротеїнів. 
Задіяний у такому біологічному процесі, як альтернативний сплайсинг. 
Локалізований у мембрані, апараті гольджі.